# Alberta Williams King
Alberta Christine Williams King (13 de septiembre de 1904 - 30 de junio de 1974) fue madre de Martin Luther King Jr. y esposa de Martin Luther King Sr. Fue directora del coro de la Iglesia Bautista Ebenezer. Fue asesinada a tiros en la iglesia 6 años después del asesinato de Martin Luther King Jr.

## Vida y carrera
Alberta Christine Williams nació el 13 de septiembre de 1904, hija del Reverendo Adam Daniel Williams (1863-1931), en ese momento predicaba en la Iglesia Bautista Ebenezer en Atlanta, Georgia, y Jennie Celeste Williams (née Parks; 1873-1941). Alberta Williams se graduó de la escuela secundaria en el Seminario Spelman y obtuvo un certificado de enseñanza en el Instituto Normal e Industrial de Hampton (ahora Universidad de Hampton ) en 1924.
Williams conoció a Martin L. King (entonces conocido como Michael King), cuya hermana Woodie estaba abordando con sus padres, poco antes de irse a Hampton. Después de graduarse, anunció su compromiso con King en la Iglesia Bautista de Ebenezer. Ella enseñó por un corto tiempo antes de su boda en el Día de Acción de Gracias de 1926, pero tuvo que renunciar porque las maestras casadas no estaban permitidas.
Su primera hija, fue Willie Christine King, nació el 11 de septiembre de 1927. Martin Luther King Jr. le siguió el 15 de enero de 1929, luego Alfred Daniel Williams King I, que lleva el nombre de su abuelo, el 30 de julio de 1930., Michael King cambió su nombre a Martin Luther King Sr.
Alberta King trabajó arduamente para inculcar la autoestima en sus hijos. En un ensayo que escribió en el Seminario Crozer , Martin Luther King Jr., quien siempre estuvo cerca de ella, escribió que "estaba detrás de las escenas exponiendo esas preocupaciones maternas, cuya falta deja un eslabón perdido en la vida".
La madre de Alberta King murió el 18 de mayo de 1941, de un ataque al corazón. La familia King luego se mudó a una gran casa de ladrillos amarillos a tres cuadras de distancia. Alberta se desempeñaría como organizadora y presidenta del Comité de Mujeres de Ebenezer desde 1950 hasta 1962. También fue una talentosa música que se desempeñó como corista organista y directora de Ebenezer, que puede haber contribuido al respeto que su hijo tenía por las artes negras. Al final de este período, Martin Luther King Sr. y Jr. eran pastores conjuntos de la iglesia.

## Tragedias familiares, 1968–1974
Martin Luther King, Jr. fue asesinado el 4 de abril de 1968, mientras estaba de pie en el balcón del Motel Lorraine en Memphis.  King estaba en Memphis para liderar una marcha en apoyo del sindicato local de trabajadores de saneamiento. Fue declarado muerto una hora después. La Sra. King, una fuente de fortaleza después del asesinato de su hijo, se enfrentó a una nueva tragedia al año siguiente cuando su hijo menor y último hijo, Alfred Daniel Williams King I, quien se había convertido en el pastor asistente de la Iglesia Bautista de Ebenezer, se ahogó en su piscina.

## Asesinato
Alberta King fue baleada y asesinada el 30 de junio de 1974, a los 69 años, ella fue asesinada por Marcus Wayne Chenault, un hombre negro de Ohio de 23 años que le disparó con dos pistolas mientras estaba sentada en el órgano de la Iglesia Bautista de Ebenezer. Chenault declaró que le disparó a King porque "todos los cristianos son mis enemigos" y afirmó que había decidido que los ministros negros eran una amenaza para los negros. Dijo que su objetivo original había sido Martin Luther King, Sr., pero que había decidido dispararle a su esposa porque ella estaba cerca de él. Edward Boykin, uno de los diáconos de la iglesia, también murió en el ataque, y una mujer resultó herida. Alberta fue enterrada en el cementerio South View en Atlanta. Martin Luther King Sr. murió de un ataque al corazón el 11 de noviembre de 1984, a los 84 años, y fue enterrado junto a ella.
Chenault fue condenado a muerte; aunque esta sentencia fue confirmada en apelación, más tarde fue condenado nuevamente a cadena perpetua, en parte como resultado de la oposición de la familia King a la pena de muerte. El 3 de agosto de 1995, sufrió un derrame cerebral y fue trasladado a un hospital, donde murió a causa de las complicaciones de su derrame cerebral el 19 de agosto, a los 44 años.